# 차룡
차룡(1961년 10월 3일~)은 대한민국의 배우, 영화 감독이다.

## 학력
- 덕인고등학교 졸업

## 출연 작품

### 텔레비전 드라마
- 《왕초》(1999) - 시라소니 역
- 《태조 왕건》(2000) - 예성강 포구 베트남 상인 역
- 《야인시대》(2002) - 조열승 역

### 영화
- 외곽지대(1989)
- 시라소니 - 도전자편(1992) - 주연
- 복수혈전(1992) - 단역
- 홍길동 대 터미네이터(1993) - 후계자 역
- 작은 거인(1994) - 조연
- 암흑가의 황제(1994) - 조연
- 킬링 게임(1996) - 주철 역
- 남자의 향기(1998) - 황덕중 역
- 깡패 수업 2(1999) - 단역
- 깡패 수업 3(2000) - 창규 역
- 깡패 법칙(2000) - 주연
- 건달의 법칙(2001) - 주연
- 사랑은 없다(2016) - 우정출연
- 맞짱(2018) - 감독, 주연